# Gobada
Gobada est l'un des quatorze arrondissements de la commune de Savalou dans le département des Collines au centre du Bénin.

## Géographie
L'arrondissement de Gobada est situé au centre du Bénin et compte 4 villages. Il s'agit de : 
- Gobada
- Govi
- Lama
- Zadowin.

## Démographie
Selon le recensement de la population de 2013 conduit par l'Institut national de la statistique et de l'analyse économique (INSAE), Gobada compte 6092 habitants.